# Koninkrijk Nadjd en Hidjaz
Het koninkrijk Nadjd en Hidjaz (Arabisch: مملكة الحجاز ونجد) ofwel de Vijfde Saoedische Staat was een monarchie die bestond van 1926 tot 1932. 

Het land was een voortzetting van het sultanaat Nadjd van de Saoed-dynastie, dat eind 1925 het koninkrijk Hidjaz had veroverd. Op 8 januari 1926 werd de sultan van Nadjd, Abdoel Aziz al Saoed, gekroond tot koning van Hidjaz en nam hij ook de titel koning van Nadjd aan. 

Op 23 september 1932 werden de diverse onderdelen van het koninkrijk officieel verenigd tot de Zesde Saoedische Staat, het koninkrijk Saoedi-Arabië. 